# 盗聴撃退!完全マニュアル
盗聴撃退!完全マニュアル（とうちょうげきたい！かんぜんまにゅある）はテレビ朝日系の2時間ドラマ・土曜ワイド劇場枠で2005年10月15日に放送された作品である。
正式タイトルは、｢盗聴撃退!完全マニュアル-橘京子の調査報告書-｣。

## あらすじ
橘京子は、盗聴駆除会社「株式会社サイレンス＆ピース」を率いて日々盗聴と闘っていた。ある日の仕事先の、建設会社の創立記念パーティに絡んで、社長が殺される事件が起きた。

## 登場人物

### 盗聴駆除会社「株式会社サイレンス＆ピース」
橘 京子（社長） - 余貴美子
事務所は妹の弁護士事務所と同じ場所である。そのため、業務の他に弁護士事務所の手伝いもしている。昔は演歌歌手だった時期（「おんなの春」が代表曲）があるのだが、本人は消し去りたい過去である。
鯨岡 伸介（従業員） - 石橋蓮司
愛称｢クジさん｣。音のエキスパートと自負する。演歌歌手だった頃の京子の大ファンであり、盗聴駆除の業務に転身した京子と運命的な出会いをしたと感じ、彼女を片腕として支えている。演歌歌手時代の京子のサインと曲を今でも大事にする。
浜崎 豊（従業員） - 岸本祐二
自衛隊の通信部に在籍した過去を持つ。
佐藤 博之（従業員） - 長谷川朝晴
同僚は｢ヒロユキ｣と呼ぶ。昔、盗聴マニアだった過去を持つ。

### 橘家関係者
橘 加奈子 - 川越美和
京子の妹で、弁護士。弁護士事務所｢橘弁護士事務所｣を設立している。姉と共有する事務所の家賃の2/3を支払っているため、態度も大きい。
橘 歌江 - 岸田今日子
京子の母。京子が演歌歌手になったのは彼女の夢であった事から、ステージ廻りを一緒にしていた事も。今でも京子の曲を聴いている。

### その他
- 吉澤園子（京子の高校時代の同級生） - 平淑恵
- 岩蔵貢（建設会社社長。第1被害者）- 本城丸裕
- 吉岡勇次（園子の夫。港山市職員。1年前に自殺） - 十貫寺梅軒
- 木島秀行（港山市職員。吉岡勇次の同期）- 小倉一郎
- 山崎法天（インチキ霊媒師）- 本田博太郎
- 吉澤亜紀（園子の娘） - 大西麻恵
- 島田純一（港山市建設部職員。亜紀のフィアンセ）- 大沢健
- 榎本由美子（料亭あおい女将。岩蔵貢の愛人） - 白石マル美
- 久保田啓介（探偵。第2被害者）- 有福正志
- 岡崎泰三（港山市長） - 平野稔
- 草野裕
- 飯塚正臣
- 鈴木弘明
- 加藤英真
- 田中護
- 斉藤滋
- 西宮春雄
- 西谷政仁
- 本間利直
- 花上英充
- 長澤明子
- まさきゆか
- 高橋典江
- 澤口麻理
- 山口妙
- 岸本梓
- 浅井忠子

## スタッフ
- 脚本 - 高橋美幸
- 監督 - 猪崎宣昭
- 盗聴探査指導・監修 - マックスサービス
- 「おんなの春」楽曲協力 - ガウスエンタテインメント
- ロケ協力 - 横浜フィルムコミッション、都筑区役所、横浜ベイブリッジ・横浜スカイウォーク　ほか
- 技術協力 - 映広
- プロデュース - 福永喜夫、内堀雄三
- 制作 - ABC、ネクスト・プロデュース